# Gravina di Catania
Gravina di Catania är en ort och kommun i storstadsregionen Catania, innan 2015 provinsen Catania, i regionen Sicilien i sydvästra Italien. Kommunen hade 25 399 invånare (2017).